# Tendinopatía
La tendinopatía, también conocida como tendinitis o tendinosis, es un tipo de trastorno del tendón que produce dolor, inflamación y deterioro de la función. El dolor generalmente empeora con el movimiento. Afecta principalmente al hombro (tendinitis del manguito de los rotadores, tendinitis del bíceps), codo (codo de tenista, codo de golfista), muñeca, cadera, rodilla (rodilla de saltador o tendinitis rotuliana) o tobillo (tendinitis aquílea).
Las causas pueden incluir una lesión o actividades repetitivas. Los grupos de principales riesgo incluyen personas que realizan trabajos manuales, músicos y deportistas. Las causas menos comunes incluyen infección, artritis, gota, enfermedades tiroideas y diabetes. El diagnóstico generalmente se basa en los síntomas, el examen y, ocasionalmente, pruebas de imagen médicas. Algunas semanas después de una lesión queda poca inflamación, con el problema subyacente relacionado con fibrillas tendinosas débiles o alteradas.
El tratamiento puede incluir reposo, antiinflamatorios no esteroideos (AINE), férulas y fisioterapia. Con menos frecuencia se pueden realizar inyecciones de esteroides o cirugía. Alrededor del 80% de las personas mejoran en 6 meses. La tendinopatía es relativamente común. Las personas mayores se ven más frecuentemente afectadas. Entorpece o imposibilita la realización de las actividades diarias, provocando cifras elevadas de absentismo laboral.

## Causas
Ciertos tipos de tendinitis suelen producirse por sobreuso, haciendo movimientos repetitivos continuamente sin una debida postura, o en el caso de la tendinitis aquílea, agravada por la presión del calzado. Con frecuencia se debe a disminución de la vascularización de los tendones en personas de edad adulta. También, con el paso de los años, la capacidad de absorción de agua disminuye y por ende, hay una menor elasticidad en el tejido tendinoso. Los esguinces, ejercicios inhabituales y los microtraumatismos repetidos con suficiente intensidad para ocasionar lesiones sin rupturas son también predisponentes a una futura tendinitis.

## Clasificación
Los síntomas dependen del tendón afectado. Algunas de las tendinitis más frecuentes son:
- Tendinitis del manguito de los rotadores, que incluye:
  - Tendinitis del supraespinoso por afectación del tendón del músculo supraespinoso.
  - Tendinitis del infraespinoso por afectación del tendón del músculo infraespinoso.
- Tendinitis del bicipital por afectación del tendón del músculo bíceps braquial.
- Tendinitis aquílea por afectación del tendón de Aquiles, el cual une el gastrocnemio y el músculo sóleo (gemelos) al hueso calcáneo en el talón.
- Tendinitis de la pata de ganso por afectación del tendón anserino a nivel de la rodilla.
- Tendinitis rotuliana por afectación del tendón rotuliano .
- Tenosinovitis de estiloides radial.

## Fisiopatología
En el año 2016 la fisiopatología de la tendinitis era aún poco conocida; Si bien la inflamación parece desempeñar un papel importante, las relaciones entre los cambios en la estructura del tejido, la función de los tendones y el dolor no se comprenden y existen varios modelos en competencia, ninguno de los cuales ha sido validado o rechazado por completo. Los mecanismos moleculares implicados en la inflamación incluyen la liberación de citoquinas inflamatorias como la IL-1β, que reduce la expresión del ARNm de colágeno tipo I en los tenocitos humanos y causa la degradación de la matriz extracelular en el tendón.
Existen teorías multifactoriales que podrían incluir: sobrecarga de tracción, alteración de la síntesis de colágeno relacionada con los tenocitos, isquemia inducida por carga, brotación neural, daño térmico y respuestas compresivas adaptativas. El movimiento deslizante intratendinoso de los fascículos y la fuerza de corte en las interfaces de los fascículos podría ser un factor mecánico importante para el desarrollo de la tendinopatía y predisponer a la ruptura de los tendones. La obesidad, o más específicamente, la adiposidad o la gordura, también se ha relacionado con una incidencia creciente de tendinopatía.
Sin embargo, la causa más comúnmente aceptada para esta condición es un síndrome de uso excesivo en combinación con factores intrínsecos y extrínsecos que conducen a lo que puede considerarse como una interferencia progresiva o el fallo de respuesta de curación innata. La tendinopatía implica apoptosis celular, desorganización de la matriz y neovascularización.
Las características clásicas de la "tendinosis" incluyen cambios degenerativos en la matriz de colágeno, hipercelularidad, hipervascularidad y una falta de células inflamatorias que han desafiado el nombre inapropiado original "tendinitis".
Los hallazgos histológicos incluyen tejido de granulación, microruptura, cambios degenerativos y no existe una inflamación tradicional..Como consecuencia, se usa "tendinopatía lateral o tendinosis del codo" en lugar de "epicondilitis lateral".
El examen del tejido del codo de tenista revela tejido no inflamatorio, por lo que se utiliza el término "tendinosis angiofibroblástica".
Los cultivos de los tendones tendinopáticos contienen una mayor producción de colágeno tipo III.
La ecografía longitudinal del codo lateral muestra engrosamiento y heterogeneidad del tendón extensor común que es consistente con la tendinosis, ya que la ecografía revela calcificaciones, desgarros intrasustanciales y una irregularidad marcada del epicóndilo lateral. Aunque el término "epicondilitis" se usa con frecuencia para describir este trastorno, la mayoría de los hallazgos histopatológicos de los estudios no muestran evidencia de un proceso inflamatorio agudo o crónico. Los estudios histológicos han demostrado que esta afección es el resultado de la degeneración del tendón, que hace que el tejido normal sea reemplazado por una disposición desorganizada de colágeno..Por lo tanto, el trastorno se conoce más apropiadamente como "tendinosis" o "tendinopatía" en lugar de "tendinitis".
La ecografía Doppler color revela cambios estructurales en los tendones, con vascularidad y áreas hipoecoicas que corresponden a las áreas de dolor en el origen extensor.
La tendinopatía no ruptiva inducida por la carga en humanos se asocia con un aumento en la proporción de proteínas de colágeno III respecto a las del I, un cambio de fibrillas de colágeno de diámetro grande a pequeño, pandeo de los fascículos del colágeno en la matriz extracelular del tendón y pandeo de las células del tenocito y sus núcleos.

## Diagnóstico
Los síntomas pueden variar desde dolores o molestias y rigidez articular local, hasta una quemazón que rodea toda la articulación alrededor del tendón inflamado. En algunos casos, la hinchazón se produce junto con el calor y el enrojecimiento, y puede haber nudos visibles alrededor de la articulación..Con esta afección, el dolor suele empeorar durante y después de la actividad, y el tendón y el área de la articulación pueden ponerse rígidos al día siguiente a medida que los músculos se tensan por el movimiento del tendón. Muchos pacientes informan situaciones estresantes en su vida en correlación con los principios del dolor que pueden contribuir a los síntomas. 

### Imágenes médicas
Las imágenes de ultrasonido se pueden utilizar para evaluar la tensión del tejido, así como otras propiedades mecánicas.
Las técnicas basadas en ultrasonido se están volviendo más populares debido a su asequibilidad, seguridad y velocidad. El ultrasonido se puede utilizar para obtener imágenes de tejidos, y las ondas de sonido también pueden proporcionar información sobre el estado mecánico del tejido.

## Tratamiento
El tratamiento de las lesiones del tendón es en gran parte conservador. El uso de medicamentos antiinflamatorios no esteroideos (AINEs), reposo y retorno gradual al ejercicio es una terapia común. El descanso ayuda a prevenir daños adicionales en el tendón. El hielo, la compresión y la elevación también se recomiendan con frecuencia. La fisioterapia, la terapia ocupacional , las ortesis o los aparatos ortopédicos también pueden ser útiles. La recuperación inicial suele ser de 2 a 3 días y la recuperación completa es de 3 a 6 meses. La tendinosis ocurre cuando la fase aguda de la curación ha finalizado (6-8 semanas) pero ha dejado el área insuficientemente curada. El tratamiento de la tendinitis ayuda a reducir algunos de los riesgos de desarrollar tendinosis, que demora más en curarse. 
La Electrólisis Percutánea Terapéutica (EPTE), ha demostrado su eficacia en el tratamiento de las tendinopatías, como técnica indolora, logrando excelentes resultados en muy pocas sesiones[cita requerida].  
Existe evidencia tentativa de que la terapia con láser de bajo nivel también puede ser beneficiosa en el tratamiento de la tendinopatía.

### AINEs
Los AINEs se pueden usar para aliviar el dolor. Sin embargo, no alteran los resultados a largo plazo. Otros tipos de medicamentos para el dolor, como el paracetamol, pueden ser igual de útiles.

### Esteroides
Las inyecciones de esteroides no han demostrado tener beneficios a largo plazo, pero se ha demostrado que son más efectivas que los AINE en el corto plazo. Parecen tener poco beneficio en la tendinitis del manguito rotador. Hay algunas preocupaciones que pueden tener efectos negativos.

### Otras inyecciones
No hay pruebas suficientes sobre el uso habitual de terapias de inyección (sangre autóloga, plasma rico en plaquetas, hemodializado desproteinizado, aprotinina, glicosaminoglicano polisulfatado, fibroblastos derivados de la piel, etc.) para tratar la tendinopatía de Aquiles. Al año 2014, no hay pruebas suficientes para apoyar el uso de terapias ricas en plaquetas para el tratamiento de lesiones musculoesqueléticas del tejido blando, como ligamentos, desgarros musculares y tendinosos y tendinopatías.

## Pronóstico
La recuperación inicial suele ser en 2 a 3 meses, y la recuperación completa suele durar de 3 a 6 meses.  Alrededor del 80% de las personas se recuperarán completamente en 12 meses.

## Prevención
- Evitar movimientos repetitivos y el uso excesivo de una extremidad, esta medida se aplica principalmente en el ámbito laboral y deportivo.
- Realizar ejercicios de calentamiento lentos antes de una actividad física intensa.
- Mantener todos los músculos fuertes y flexibles.

## Epidemiología
La lesión del tendón y la tendinopatía resultante son responsables de hasta el 30% de las consultas a los médicos deportivos y otros proveedores de salud musculoesquelética. La tendinopatía se observa con mayor frecuencia en los tendones de los atletas antes o después de una lesión, pero se está volviendo más común en personas no deportistas y en poblaciones sedentarias. Por ejemplo, la mayoría de los pacientes con tendinopatía de Aquiles en un estudio de población general no asociaron su condición con una actividad deportiva. En otro estudio, la incidencia poblacional de tendinopatía de Aquiles aumentó seis veces desde 1979-1986 a 1987-1994.  La incidencia de tendinopatía del manguito rotador oscila entre el 0,3% y el 5,5% y la prevalencia anual es del 0,5% al 7,4%.

## Terminología
La tendinitis es un término muy común, pero engañoso.  Por definición, el sufijo "-itis" significa "inflamación de".  La inflamación es la respuesta local del cuerpo al daño tisular que involucra glóbulos rojos, glóbulos blancos, proteínas sanguíneas con dilatación de los vasos sanguíneos alrededor del sitio de la lesión. Los tendones son relativamente avasculares. Los corticosteroides son medicamentos que reducen la inflamación. Los corticosteroides pueden ser útiles para aliviar el dolor crónico por tendinopatía, mejorar la función y reducir la hinchazón a corto plazo. Sin embargo, existe un mayor riesgo de recurrencia a largo plazo. Por lo general, se inyectan junto con una pequeña cantidad de una droga para adormecer llamada lidocaína. La investigación muestra que los tendones son más débiles después de las inyecciones de corticosteroides. La tendinitis sigue siendo un diagnóstico muy común, aunque la investigación documenta cada vez más que lo que se piensa que es una tendinitis suele ser una tendinosis.